# Thecla celmus
Thecla celmus är en fjärilsart som beskrevs av Pieter Cramer 1779. Thecla celmus ingår i släktet Thecla och familjen juvelvingar. Inga underarter finns listade i Catalogue of Life.